# جسیکا ادی
جسیکا ادی (انگلیسی: Jessica Eddie; ۷ اکتبر ۱۹۸۴ – ) ورزشکار روئینگ اهل بریتانیا بود.
وی در مسابقات کشوری و بین‌المللی در مجموع برندهٔ ۲ مدال نقره، ۲ مدال برنز شده‌است.